# Singapore Math
Singapore Math método de Cingapura (também conhecido como "Mastery Approach" ou "Abordagem Maestria")refere-se a um programa e método de ensino de matemática originário e utilizado em Cingapura. 
Devido aos resultados de Singapura em avaliações internacionais de educação, o conjunto de materiais didáticos utilizado despertou o interesse de professores e pesquisadores da educação, tendo sido analisado e então adotado em outros países, tais como os Estados Unidos, onde ocorreram estudos que compararam os efeitos de utilizá-los no lugar dos livros regulares anteriores, tendo sido reportado que a mudança ocasionou melhores resultados.

## História
O método de matemática de Cingapura é uma abordagem de ensino altamente eficaz originalmente desenvolvida pelo Ministério da Educação de Cingapura na década de 1980 para escolas públicas de Cingapura.

## Principais características
as principais características da abordagem incluem a progressão CPA (Concreto, Pictórico, Abstrato), ligações numéricas, modelagem de barras e matemática mental.

### Abordagem CPA (Concreto-Pictórico-Abstrato)
A abordagem CPA é uma metodologia de ensino que usa imagens, objetos concretos e abstrações para ajudar os alunos a entender um conceito. Primeiro, o professor fornece imagens ou objetos que representem o conceito para que os alunos possam ver e tocar. Em seguida, o professor introduz palavras ou frases que descrevam o conceito. Por último, o professor explora o conceito de maneira mais abstrata, usando exemplos, analogias e outros meios. Essa abordagem ajuda os alunos a construir seu conhecimento, conectando o que eles sabem com o que eles estão aprendendo.

## Estratégias de resolução de problemas
No Método de Cingapura, os alunos são incentivados a resolver problemas de diferentes maneiras, especialmente usando estratégias de resolução não rotineiras; Isso pretende ter mais ferramentas para entender os problemas a serem resolvidos. Indiretamente, criam uma imagem da matemática mais versátil e mais próxima da sua realidade; ao mesmo tempo em que cria uma relação muito mais positiva com eles do que sempre usar fórmulas, operações e algoritmos.
Aqui estão algumas das estratégias:
1 - Agir o problema.
2 - Use diagramas ou desenhe modelos.
3 - Crie uma lista organizada.
4 - Padrões de pesquisa e uso.
5 - Teste e verifique. Tentativa e erro.
6 - Trabalhe para trás.
7 - Use conceitos antes-depois.
8 - Resolva o problema dividindo-o em partes.
9 - Escrever reflexões matemáticas.
10 - Criar suposições.